# Sant Domí
Sant Domí és una antiga parròquia i llogaret situat a poc més d'un quilòmetre de Sant Guim de Freixenet (la Segarra), en direcció a Estaràs. Les cases es troben més o menys agrupades i situades vora l'església. Aquesta, dedicada a Sant Pere, conserva l'orientació primitiva, però ha estat transformada a l'estil neoclàssic. La parròquia de Sant Domí consta a les llistes del bisbat de Vic de l'inici del segle xii. Antigament hi havia hagut un castell del qual encara se'n conserven alguns vestigis entre les cases del nucli, la torre actual del castell té una alçada de sis metres però d'aquests només els 4 primers corresponen a l'obra medieval.

## Notícies històriques
El poble de Sant Domí fou reconquerit i repoblat a mitjan segle xi a partir d'una antiga parròquia dedicada al mateix sant. Tanmateix, sorgí un llinatge amb el nom de Santdomí que tingué el dret d'aquest lloc fins al segle xiii. A finals del segle xiv el castell era de l'abadessa de Valldaura.
L'antiga parròquia fou dedicada a Sant Domí, tal com s'indica a documents del bisbat de Vic als segles xi i xii, al que està vinculada fins al 1957, moment en què passa a formar part del de Solsona. Tal com s'indica a la documentació de la visita pastoral d'Antoni Pasqual el 1685 depenien d'ella la Capella de Sant Cosme i Sant Damià d'Amorós i l'església de Santa Maria del Castell. A partir de 1943 va deixar de ser parròquia i passà a dependre de la de Sant Guim de Freixenet.